# بومبيديتا

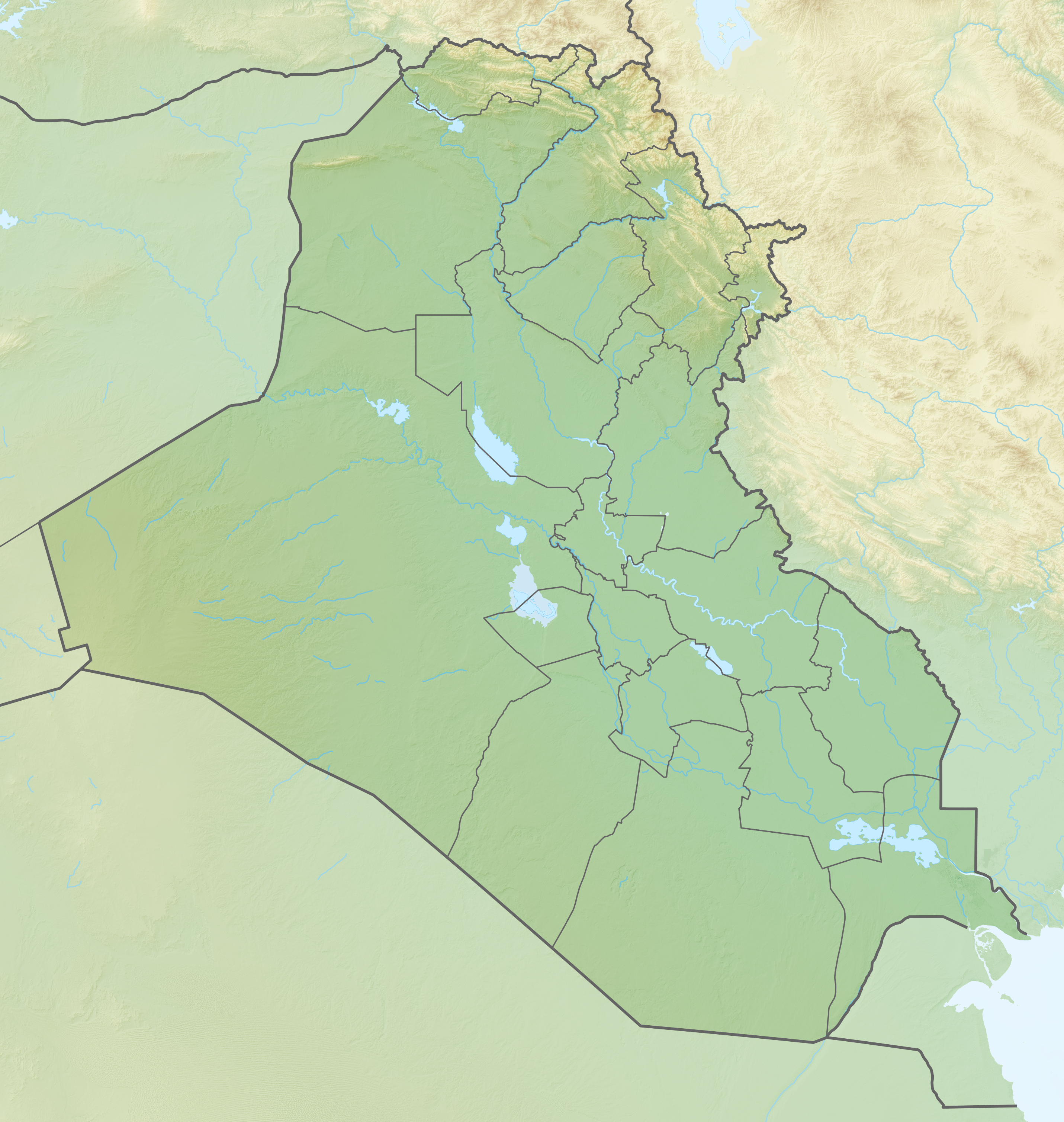
Reliefkarte Irak

بومبيديتا أو پومبيذيثا أو بومبيديسا بااللغة الكلدانية هي مدينة بابلية كلدانية قديمة واسمها الحالي هو الفلوجة وحسب التلمود البابلي كانت مدينة كبيرة وتسكنها أغلبية يهودية.